# دانا برزیل
دانا برزیل (به انگلیسی: Donna Brazile)؛ (تلفظ انگلیسی: ‎/brəˈzɪl/‎) متولد ۱۹۵۹، تحلیل‌گر سیاسی، استاد دانشگاه و استراتژیست حزب دموکرات ایالات متحده آمریکا است.
او دانش آموختهٔ دانشگاه ایالتی لوئیزیانا است.